# Семёнов, Андрей Алексеевич
Андре́й Алексе́евич Семёнов (род. 16 августа 1977, Ленинград) — российский легкоатлет, специалист по бегу на короткие дистанции. Выступал за сборную России по лёгкой атлетике в 1996—2004 годах, обладатель серебряных медалей чемпионата мира в помещении и чемпионата Европы, победитель и призёр первенств национального значения, действующий рекордсмен России в эстафете 4 × 400 метров в помещении, участник летних Олимпийских игр в Сиднее. Представлял Санкт-Петербург и Свердловскую область. Заслуженный мастер спорта России.

## Биография
Андрей Семёнов родился 16 августа 1977 года в Ленинграде.
Занимался лёгкой атлетикой под руководством тренеров Л. Константиновой и И. Литовченко. Окончил Университет Лесгафта.
Впервые заявил о себе на международном уровне в сезоне 1996 года, когда вошёл в состав российской национальной сборной и выступил в эстафете 4 × 400 метров на юниорском мировом первенстве в Сиднее.
В 1998 году в составе команды Санкт-Петербурга одержал победу в эстафете 4 × 400 метров на чемпионате России в Москве.
В 1999 году выиграл бронзовые медали в беге на 400 метров на зимнем чемпионате России в Москве и на летнем чемпионате России в Туле, финишировал седьмым на Универсиаде в Пальме. В эстафете 4 × 400 метров занял третье место на Кубке Европы в Париже, стал серебряным призёром на Всемирных военных играх в Загребе, был пятым на чемпионате мира в Севилье.
В 2000 году в дисциплине 400 метров победил на зимнем чемпионате России в Волгограде, отметился выступлением на чемпионате Европы в помещении в Генте, взял бронзу на летнем чемпионате России в Туле. Благодаря череде удачных выступлений удостоился права защищать честь страны на летних Олимпийских играх в Сиднее — в программе эстафеты 4 × 400 метров вместе с соотечественниками Дмитрием Богдановым, Русланом Мащенко и Дмитрием Головастовым дошёл до стадии полуфиналов.
После сиднейской Олимпиады Семёнов остался в составе российской легкоатлетической сборной на ещё один олимпийский цикл и продолжил принимать участие в крупнейших международных турнирах. Так, в 2001 году он стал серебряным призёром в беге на 400 метров на зимнем чемпионате России в Москве, тогда как на чемпионате мира в помещении в Лиссабоне совместно с Борисом Горбанем, Александром Ладейщиковым, Русланом Мащенко и Дмитрием Форшевым завоевал серебряную медаль в программе эстафеты 4 × 400 метров, уступив в финале только команде Польши. Показанный ими результат 3:04,82 поныне остаётся национальным рекордом России в данной дисциплине. Позже Семёнов занял второе место на Кубке Европы в Бремене, на летнем чемпионате России в Туле добавил в послужной список серебряную награду, полученную на дистанции 400 метров, бежал эстафету на чемпионате мира в Эдмонтоне.
На чемпионате России 2002 года в Чебоксарах в беге на 400 метров превзошёл всех соперников и завоевал золотую медаль, затем принимал участие в чемпионате Европы в Мюнхене, где дошёл до полуфинала в дисциплине 400 метров и стал серебряным призёром в эстафете 4 × 400 метров.
В 2003 году находился в составе эстафетной команды на чемпионате мира в помещении в Бирмингеме, победил в эстафете 4 × 400 метров на чемпионате России в Туле, стал серебряным призёром на Универсиаде в Тэгу.
На чемпионате России 2004 года в Туле с санкт-петербургской командой вновь выиграл эстафету 4 × 400 метров.
За выдающиеся спортивные достижения удостоен почётного звания «Заслуженный мастер спорта России».